# Lodovico Gritti
Gritti Alajos (néhol Lajos, eredeti nevén Lodovico, Ludovico, vagy Alvise Gritti) (Konstantinápoly, 1480. ? – Medgyes, 1534. szeptember 29.) velencei kereskedő, bankár és politikus. I. Szulejmán oszmán szultán egyik minisztere, Pargali Ibrahim pasa bizalmasa, Magyarország kormányzója 1530–34-ig.

## Élete

Tiziano festménye Gritti Lajos apjáról Andrea Grittiről a nagyhatalmú velencei dózséról (1540)

Apja Andrea Gritti, aki 1523 és 1538 között velencei dózse volt. Anyjának kiléte azonban ismeretlen. Andrea Gritti egy görög vagy egy török nővel folytatott viszonyt, és három gyereke született. Andrea Gritti Isztambulban élt Agostino Barbarigo dózse diplomatájaként.1496-ban a gyerekeit Velencébe vitte, ahol gondos nevelést biztosított számukra. A páduai egyetemen taníttatta Ludovicót, de törvénytelen születése elzárta a fiú elől a velencei szolgálatban való előrehaladás útját. Ezért Gritti Alajos 1508-ban az Oszmán Birodalomba ment, ahol eleinte Velence titkos ügynöke is volt. Ékszerkereskedésből élt, és hatalmas vagyont halmozott fel.
1527-ben Konstantinápolyban a díván titkos tanácsosa és Pargali Ibrahim pasa nagyvezír kegyeltje, sőt barátja volt. Pera mellett, saját palotában élt, az emberek kedvelték, mert barátságos, bőkezű és közvetlen embernek mutatkozott. Grittit Nagy Szulejmán szultán, Pargali Ibrahim pasa ajánlása révén kegyeibe fogadta, sőt egyszer még meg is látogatta. Ettől kezdve ívelt fel politikai pályája.
1527-ben segítséget nyújtott Laszki Jeromos követnek abban, hogy Nagy Szulejmán császárt rábírja, támogassa Szapolyai János magyar királyt, I. (Habsburg) Ferdinánd király ellenében. Ezért János király portai megbízottja lett. Mikor a szultán 1529 őszén Magyarországra jött, vele jött Gritti is, és egy lovascsapattal Budán maradt János király oldalán. 

## Kormányzósága
1530-ban, amikor I. Ferdinánd Von Roggendorf vezérrel megszállta Budát, Gritti a magával hozott török segítséggel meghiúsította az ostromot. Egyszersmind azon üzenetet vitte V. Károly császárnak, hogy a török roppant háborút indít ellene, ha öccse, Ferdinánd továbbra is háborgatja János királyt. Ez utóbbi 1530-ban szolgálatainak jutalmául Grittit, aki az országban fondorlataival már meglehetősen nagy pártot szerzett, Magyarország kormányzójává tette, emellett királyi tanácsossá, főkincstartóvá és fiát egri püspökké is kinevezte.
Tudjátok, hogy a hatalmas török császár úgy parancsolta nekünk, hogy Budára jőve, megtudjuk, mily állapotban legyen ezen Magyarország, és kik engedelmesek, és hivek felséges János királyhoz, kegyelmes urunkhoz, és kik nem azok, és mindezeket mielőbb megjelentsük  ő császári felségének, a ki nekünk bizonyosnak Ígérte, hogyha csak ezen ország főpapjai, zászlós urai és nemesei vissza nem térnek nevezett kir. felségnek engedelmességére és hűségére, kora tavaszszal azonnal egész erejével bejövend, és nem olyan könyörületesen és szerényen, mint múlt nyáron, nemcsak hogy magukat ezen hűteleneket, de javaikat is tűzzel-vassal pusztítandja, és egész szigorával megsemmisítendi. A miért is intjük uraságtokat. semmi másban, mint János király hűségében ne helyezzenek reményt és ide Budára gyűljenek … Secus non futuri –  máskép nem cselekedvén.

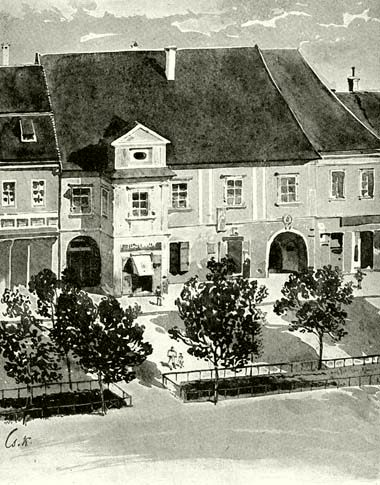
Cserna Károly rajza Lodovico Gritti szálláshelyéről Medgyesen

Nem sokkal később visszatért a török fővárosba, Nádasdy Tamás ottani megbízottja lett, és végrehajtotta az utasításait. Később Budán közvetített Ferdinánd és János között. Ekkor megkapta a máramarosi főispáni tisztséget és az ottani várak, valamint sóbányák tetemes mennyiségű jövedelmét, ezzel visszatetszést váltva ki a nemességben. A problémát nemcsak Gritti harácsolása és tisztséghalmozása okozta, hanem az is, hogy a korabeli magyar jog értelmében kormányzó csak kiskorú király esetében volt kinevezhető, Gritti tisztsége és jogköre Szapolyai párthíveinek érdekébe vágott.
Gritti közben Budán olyan udvartartást épített ki, amelynek nagyobb tekintélye volt, mint János királyénak. Emiatt azzal is vádolták, hogy magyar király akar lenni.
1532-ben Gritti a János királytól Ferdinándhoz pártolt Várdai Pál érsek hatalmában levő Esztergomot ostromolta nagy hozzáértéssel, bár később abbahagyta a támadást. Mikor Ferdinánd és Szulejmán között létrejött a béke, a szultán a feltételek foganatosításával és az ellenkirályok (János és Ferdinánd) birtokhatárainak kijelölésével Grittit bízta meg, aki János ügyeit hanyagul és önzően képviselve már titokban Ferdinánd embereivel értekezett. 1534-ben a tordai gyűlésen a rendek elhatározták, hogy az Erdély felé török és oláh seregével közeledő Gritti elé hódoló követséget küldenek, de tekintettel az álnok ember János királyra és az országra vonatkozó terveire, csöndben sereget is szerveznek. Gritti nagy pompával Brassó alá vonult. Közben Isztambulban megingott a helyzete, mert barátja, Pargali Ibrahim nagyvezír a perzsák elleni hadjáratban járt, távollétében Gritti ellenségei helyettesítették. Gritti a nagy népszerűségnek örvendő váradi püspököt, Czibak Imrét 1534. augusztus 12-én ellenségeinek unszolására megölette.
Czibak Imre kegyetlen meggyilkolása és holttestének megcsonkítása miatt nyílt nemesi ellenállás robbant ki Gritti ellen, akinek serege kevésnek bizonyult a felkelők hadaival szemben. Rövid idő múlva Majláth István vezérlete alatt nagy magyar és havasalföldi sereg gyűlt össze ellene, amely elől két fiával és seregével Medgyesre vonult vissza. A várat havasalföldi, török és magyar katonaság élén védte. Szapolyai János is le akart számolni vele, mivel hatalmát veszélyeztette, ezért támogatta Majláthot.
- Lásd még: Magyar belháború (1526–38)

## Halála
- Lásd még: Medgyes ostroma (1534)!

Gritti egyetlen reménye Péter moldvai vajda serege volt, akit a felmentésére küldtek, de az ellenséghez csatlakozott. A várat bevették, és Gritti próbált menekülni. A vajda hitlevelével és gyermekeivel a moldvai táborba szökött. De innen kiadták a magyaroknak. Majláth István vajda parancsára 1534. szeptember 29-én Medgyes várában lefejezték.
Fiait, Antont és Pietrót később Péter vajda elhurcolta. Az egyiket lefejezték, a másikat vízbe fojtották Moldvában. A szultán, bár tulajdonképpen nem sajnálta Grittit, halálát ürügyként felhasználva Szapolyai Jánost és Habsburg Ferdinándot is felelősségre akarta vonni. Később Junis béget Erdélybe küldte elvégezni a vizsgálatot Gritti halála ügyében.
Az 1534–38 közti időszakban a két király Szapolyai János és Habsburg Ferdinánd sűrűn kötött fegyverszünetet egymással. Ezt szorgalmazta a kincstartói és váradi püspöki széket is megörökölt Fráter György is, aki Gritti halála után Szapolyai első számú bizalmasa lett és célja Magyarország egységének helyreállítása volt.